# Zwischen Herz und Gewissen
Das fremde Leben, bei der stark verspäteten Uraufführung in Zwischen Herz und Gewissen umbenannt, ist ein 1944 entstandener reichsdeutscher Spielfilm von Johannes Meyer. Die Hauptrollen spielen Winnie Markus und Viktor Staal.

## Handlung
Doris Hallgart hat nach einem Streit mit ihrem Vater dessen Haus verlassen und sucht nun dringend nach einem Unterschlupf. Da fällt ihr ihre Cousine Agnes Hallgart ein, und sie beschließt, diese aufzusuchen, in der Hoffnung, bei Agnes unterzukommen. Offensichtlich hat man sich schon lange nicht mehr gesehen, jedenfalls muss Doris mit Erstaunen feststellen, dass Agnes derzeit im Gefängnis einsitzt, und zwar wegen Scheckbetrugs. Ihre Entlassung steht unmittelbar bevor, und so beschließt Doris, Agnes hinter Gittern zu besuchen. Sie findet ihre nervlich stark angeschlagene Cousine in einem desolaten Zustand vor. Agnes erzählt Doris, wie es zu ihrer Verurteilung kam: Sie hatte einen Scheck gefälscht, um auf diese Weise die Forschungsstudien ihres altruistischen Verlobten in Afrika weiter finanzieren zu können. Bald starb aber der Verlobte an einem Tropenfieber, und auch mit Agnes ging es seitdem gesundheitlich stark bergab. Doris kann nicht mehr viel tun, außer an ihrem Sterbebett zu wachen. In der Nacht verstirbt Agnes Hallgart schließlich, und Doris verlässt die Gefängnismauern. Draußen vor der Tür wartet bereits ein hochherrschaftlicher Wagen, und ein Chauffeur fragt, ob Agnes Frau Hallgart sei. Wahrheitsgemäß bejaht sie diese Frage und wird daraufhin zum prachtvollen Anwesen des Werftbesitzers Jürgen Fredersen gefahren.
Hier erwartet man, nichts ahnend, dass es auch eine Doris Hallgart gibt, deren Cousine Agnes, über deren Ableben bislang noch nichts nach außen gedrungen ist. Herr Fredersen ist ein recht junger, gut aussehender Mann, der sogleich Gefallen an der falschen Agnes findet. Seine Absichten sind ehrenhaft: Agnes Verlobter, der Forschungsreisende, war ein guter Freund von ihm. Er zollt Doris, die er auch weiterhin für Agnes hält, großen Respekt, weil diese sich derart für die Arbeit ihres Verlobten eingesetzt habe, ja sogar bereit war, dafür ins Gefängnis zu gehen. Fredersen liest der falschen Agnes jeden Wunsch von den Lippen ab, und Doris findet nie den rechten Zeitpunkt, die Verwechslung aufzuklären. So beginnt sie das titelgebende fremde Leben der toten Agnes zu übernehmen. Als Zeichnerin findet sie in Fredersens Werft eine neue Arbeit und die berufliche Anerkennung des Prokuristen Knopp. Bald beginnen sich Doris und Jürgen ineinander zu verlieben. Es kommt zu einer romantischen Liebesreise in die Berge. Als Fredersen beim Austausch von Zärtlichkeiten Agnes’ Namen flüstert, erkennt Doris ihren Fehler und stürmt davon. Wieder in Fredersens Villa ist inzwischen das Hab und Gut von dessen verstorbenem Freund eingetroffen. Anhand eines Fotos erkennt man, dass Doris nicht Agnes sein kann. Man nimmt an, dass sie eine Hochstaplerin sein müsse. Der alte Knopp hilft, das Missverständnis aufzuklären und die Wogen zu glätten. Fredersen erreicht seine Doris in dem Moment, in dem sie sich im Hafen nach Afrika einschiffen will, um vor Ort ganz im Sinne ihres verstorbenen Verlobten zu wirken.

## Produktionsnotizen
Die Dreharbeiten begannen am 24. Januar 1944 in den von Deutschland requirierten niederländischen Ateliers in Amsterdam und Den Haag und wurden im April abgeschlossen. Der Film passierte die Zensur im März 1945 und erhielt Jugendverbot. Die Uraufführung war für die kommenden Wochen vorgesehen, wurde aber durch das nahe Kriegsende verhindert. Erst am 16. März 1951 erlebte der Film in Stuttgart seine Premiere, vier Wochen darauf wurde er auch in West-Berlin gezeigt.
Georg Mohr übernahm die Produktionsleitung. Alfred Bütow und Heinrich Beisenherz zeichneten für die Filmbauten verantwortlich. Olier Hoek war für den Ton zuständig.

## Kritik
Im Lexikon des Internationalen Films heißt es: „Scheinkonflikte im Stil von Frauenromanen.“